# Сивша
Сивша је насељено мјесто у Босни и Херцеговини у општини Усора које административно припада Федерацији Босне и Херцеговине. Према попису становништва из 1991. у насељу је живјело 1.609 становника.

## Историја
Сивша се раније налазила у саставу општине Тешањ, а потом је ушла у састав новоформиране општине Усора.

## Становништво
| Националност       | 1991.          | 1981.          | 1971.          |
| Хрвати             | 1.553 (96,51%) | 1.468 (97,08%) | 1.342 (98,74%) |
| Срби               | 21 (1,30%)     | 7 (0,46%)      | 6 (0,44%)      |
| Муслимани          | 0              | 1 (0,06%)      | 1 (0,07%)      |
| Југословени        | 27 (1,67%)     | 27 (1,78%)     | 1 (0,07%)      |
| остали и непознато | 8 (0,49%)      | 9 (0,59%)      | 9 (0,66%)      |
| Укупно             | 1.609          | 1.512          | 1.359          |

## Извор
- Књига: „Национални састав становништва — Резултати за Републику по општинама и насељеним мјестима 1991.“, статистички билтен бр. 234, Издање Државног завода за статистику Републике Босне и Херцеговине, Сарајево.
- интернет — извор, „Попис по мјесним заједницама“ — https://web.archive.org/web/20131005002409/http://www.fzs.ba/Podaci/nacion%20po%20mjesnim.pdf